# Too Hot to Handle (prima edizione)
La prima edizione di Too Hot to Handle è andata in onda il 17 aprile e distribuita da Netflix ed è stata condotta da Desiree Burch con la partecipazione dell'assistente virtuale Lana. 

## Concorrenti
Il cast è stato rivelato su Entertainment Tonight il 10 aprile 2020.
| Concorrente             | Età | Luogo di nascita               | Entrata    | Uscita     | Stato      |
| ----------------------- | --- | ------------------------------ | ---------- | ---------- | ---------- |
| Chloe Veitch            | 21  | Essex, Inghilterra             | Episodio 1 | Episodio 8 | Vincitrice |
| David Birtwistle        | 28  | Londra, Inghilterra            | Episodio 1 | Episodio 8 | Vincitore  |
| Francesca Webb (Farago) | 26  | Vancouver, Columbia Britannica | Episodio 1 | Episodio 8 | Vincitrice |
| Harry Jowsey            | 22  | Brisbane, Queensland           | Episodio 1 | Episodio 8 | Vincitore  |
| Kelechi "Kelz" Dyke     | 27  | Londra, Inghilterra            | Episodio 1 | Episodio 8 | Vincitore  |
| Nicole O'Brien          | 23  | Contea di Cork, Irlanda        | Episodio 1 | Episodio 8 | Vincitrice |
| Rhonda Paul             | 27  | Atlanta, Georgia               | Episodio 1 | Episodio 8 | Vincitrice |
| Sharron Townsend        | 25  | Camden, New Jersey             | Episodio 1 | Episodio 8 | Vincitore  |
| Bryce Hirschberg        | 29  | Venice, California             | Episodio 3 | Episodio 8 | Vincitore  |
| Lydia Clyma             | 22  | Portsmouth, Hampshire          | Episodio 6 | Episodio 8 | Vincitrice |
| Kori Sampson            | 22  | Plymouth, Inghilterra          | Episodio 6 | Episodio 8 | Eliminato  |
| Madison Wyborny         | 20  | Los Angeles, California        | Episodio 6 | Episodio 8 | Eliminata  |
| Matthew Smith           | 29  | Highlands Ranch, Colorado      | Episodio 1 | Episodio 6 | Ritirato   |
| Haley Cureton           | 20  | Jacksonville, Florida          | Episodio 1 | Episodio 6 | Eliminata  |

## Puntate
| Puntata | Titolo                                       | Premio in denaro | Data di rilascio |
| ------- | -------------------------------------------- | ---------------- | ---------------- |
| 1       | "Amore, sesso o soldi"                       | $100,000         | 17 aprile 2020   |
| 2       | "Harry, ti presento Francesca..."            | $97,000          | 17 aprile 2020   |
| 3       | "La vendetta è un piatto che si serve caldo" | $94,000          | 17 aprile 2020   |
| 4       | "Tra i due amanti, il terzo... gode"         | $94,000          | 17 aprile 2020   |
| 5       | "I guerrieri del cuore"                      | $75,000          | 17 aprile 2020   |
| 6       | "Bryce non è quello giusto"                  | $55,000          | 17 aprile 2020   |
| 7       | "Il vero sesso forte"                        | $43,000          | 17 aprile 2020   |
| 8       | "Castità o sconfitta"                        | $75,000          | 17 aprile 2020   |
| 9       | "Extra Hot: La Reunion"                      | N/A              | 8 maggio 2020    |

## Riepilogo
| Coppie                         | Hanno vinto ? | Stanno insieme ? | Informazioni sulle relazioni |
| ------------------------------ | ------------- | ---------------- | --- |
| Francesca Webb e Harry Jowsey  | Si            | No               | Sebbene la coppia abbia concluso la stagione insieme, hanno in seguito rivelato che sono stati separati per otto mesi dopo le riprese. I due si sono poi riconciliati poco dopo e hanno annunciato che avevano intenzione di sposarsi durante la reunion speciale. Il 16 giugno 2020 Francesca ha pubblicato un video dove annunciava che si erano lasciati nuovamente. |
| Rhonda Paul e Sharron Townsend | Si            | No               | Sebbene i due abbiano concluso la stagione insieme, la coppia alla fine si è separata, citando la distanza come la causa principale della fine della loro relazione. Hanno rivelato che continuano a rimanere in contatto, ma Rhonda si è riconciliata con il suo ex fidanzato.                                                                                         |
| Lydia Clyma e David Birtwistle | Si            | No               | Entrando nello show nel sesto episodio, Lydia ha stretto una relazione con David e i due hanno concluso la stagione insieme. David ha poi rivelato che hanno concluso la loro relazione una volta finito il programma. |
| Nicole O'Brien & Bryce         | Si            | No               | Bryce e Nicole hanno interagito a malapena durante lo show, ma hanno iniziato una relazione nei giorni successivi allo fine dello show. I due hanno avuto una relazione a distanza a partire dalla primavera del 2019. A maggio 2020 non stanno più insieme. |